# Dionencyrtus cordylomerae
Dionencyrtus cordylomerae är en stekelart som först beskrevs av Jean Risbec 1951.  Dionencyrtus cordylomerae ingår i släktet Dionencyrtus och familjen sköldlussteklar. Inga underarter finns listade i Catalogue of Life.